# كيفن ميخائيل بريت
كيفن ميخائيل بريت (بالإنجليزية: Kevin Michael Britt)‏ هو كاهن كاثوليكي أمريكي، ولد في 19 نوفمبر 1944 في ديترويت في الولايات المتحدة، وتوفي في 16 مايو 2004.